# Deliciosa Marta
Bella Martha (en español, Deliciosa Marta) es una comedia romántica alemana del año 2001 dirigida por Sandra Nettelbeck. El papel principal fue interpretado por Martina Gedeck.

## Sinopsis
Martha Klein trabaja en una restaurante francés y está convencida de que es la mejor cocinera de la ciudad. Es perfeccionista y vive para su trabajo.
Cuando su hermana muere en un accidente de automóvil, tiene que hacerse cargo de su sobrina de ocho años Lina, porque del padre de la niña sólo saben que es italiano y se llama Giuseppe. Lina en el apartamento de Martha no tiene una habitación propia, se aísla en sí misma y prácticamente no come. Se siente mal y echa mucho de menos a su madre. Martha le promete a Lina averiguar dónde vive su padre.
El excéntrico italiano Mario empieza a trabajar en el mismo restaurante que Martha. Afirma ser una admirador del trabajo de Martha como cocinera. A Martha por el contrario no le cae bien. Pero se entiende con Lina y consigue que coma. De esto modo mejora la relación entre Martha y Mario que acaban enamorándose uno del otro.

## Premios
- Martina Gedeck ganó por su papel uno de los Premios del cine alemán de 2002, así como un premio del Verband der Deutschen Filmkritik. Además estuvo nominada en los Premios del cine europeo de 2002.
- Sergio Castellitto ganó por su actuación el Premio del cine europeo de 2002.
- En 2003 fue nominada en los Premios Goya en la categoría de Mejor Película Europea.

## Remakes
Un largometraje basado en Mostly Martha, retitulado No Reservations, fue estrenado en Estados Unidos en 2007 protagonizado por Catherine Zeta-Jones en el papel correspondiente a Martha. Aaron Eckhart asume el papel correspondiente a Mario. Las críticas fueron negativas. 

## Elenco
- Martina Gedeck como Martha Klein
- Maxime Foerste como Lina Klein
- Sergio Castellitto como  Mario
- Sibylle Canonica como Frida
- Katja Studt como Lea
- Antonio Wannek como Carlos
- İdil Üner como  Bernadette
- Oliver Broumis como  Jan
- Ulrich Thomsen como Samuel "Sam" Thalberg
- Gerhard Garbers como Herr Steinberg
- Angela Schmidt como Frau Steinberg
- Diego Ribon como Giuseppe Lorenzo
- W.D. Sprenger como Noisy Customer